# Parabezzia hondurensis
Parabezzia hondurensis är en tvåvingeart som beskrevs av Gustavo R. Spinelli och Eileen D. Grogan 1987. Parabezzia hondurensis ingår i släktet Parabezzia och familjen svidknott.
Artens utbredningsområde är Honduras. Inga underarter finns listade i Catalogue of Life.